# Alexandre VIII
Pour les articles homonymes, voir Alexandre et Pietro Ottoboni.
Alexandre VIII (en latin Alexander VIII, en italien Alessandro VIII), né Pietro Vito Ottoboni le 22 avril 1610 et mort le 1er février 1691, vénitien, est le 241e pape de l’Église catholique du 6 octobre 1689 au 1er février 1691.

## Biographie
Il est fils de Marco Ottoboni, chancelier de la république de Venise et appartient à une famille noble de cette ville. Pour son éducation le futur pape profite de tout ce que sa richesse et sa position sociale peuvent lui apporter. Après des études brillantes à l'université de Padoue, où en 1627, il obtient le doctorat en droit canon et droit civil, il se rend à Rome, sous le pontificat d'Urbain VIII (1623-1644) et est fait gouverneur de Terni, Rieti et Spolète. Pendant quatorze ans il sert comme auditeur au Tribunal de la Rote.
Fils de bonne famille, il est fait cardinal à la demande de la république de Venise par Innocent X le 19 février 1652, puis reçoit l'évêché de Brescia, en territoire vénitien, où il vit paisiblement. Il devient cardinal dataire sous Clément IX. Presque octogénaire, il est élu pape mais ne règne que quinze mois pendant lesquels il se passe peu de choses. Louis XIV qui se trouvait alors en difficulté voulut profiter des dispositions conciliantes du nouveau pontife, qu'il a contribué à faire élire, et pour se le rendre favorable lui restitue Avignon qu'il a fait occuper, en même temps qu'il renonçait au droit d'asile dont l'ambassade française avait trop longtemps abusé. Ces concessions n'empêchent pas le Pape le 4 août 1690 de déclarer nulle et non avenue la Déclaration de 1682 concernant les privilèges gallicans. La même année, il fait en personne cardinal Toussaint de Forbin-Janson accompagné du futur cardinal de Fleury, principal ministre de Louis XV (1726-1743).
Par de larges subventions, il aida Venise, sa ville natale, à lutter contre les Turcs, envoyant à son aide sept galères et deux mille hommes d'infanterie. Il achète pour la bibliothèque du Vatican des livres et des manuscrits appartenant à la reine Christine de Suède ; sous son pontificat, Bonaventura van Overbeek continue ses travaux de peinture des antiques à Rome. Il condamne diverses propositions hérétiques parmi lesquelles la doctrine dite « du péché philosophique » (24 août 1690), enseignée en Avignon par le jésuite François Musnier. C'est un homme honnête, généreux, pacifique et indulgent. Il cherche à secourir les pauvres en réduisant les impôts, mais tombe dans le népotisme : il nomme cardinal son neveu Pietro âgé de vingt-deux ans, son neveu Marco est fait duc de Fiano et son neveu Antonio placé à un poste important. Il rétablit par ailleurs les sinécures supprimées par son prédécesseur.
Son agonie est décrite par Philippe-Emmanuel de Coulanges, ami de Mme de Sévigné, dans une lettre au président de Lamoignon (30 janvier 1690), qui dresse de lui un portrait peu flatteur : il n'aurait cherché qu'à « enrichir sa famille » et aurait fait preuve d'une « sordide avarice », en plus de travaux somptuaires « inutiles » dans la cité pontificale.

« Voilà donc nostre Saint Père qui tire pays, et qui laisse à son successeur l'honneur de nous donner des bulles. La gangrène est à sa jambe et une bonne fluxion luy est tombée cette nuit sur la poictrine, envoyés nous vittement tous messieurs les cardinaux et bonne compagnie pour nous consoler de voir nostre retour aux calendes grecques [...] Dieu veuille que les trésors de l'Eglise tombent dans de meilleures mains [...] »

— Marquis de Coulanges

## Canonisations
Il canonisa saint Jean de Capistran (1690) et saint Jean de Dieu (16 octobre 1690).

## Anecdote
Dans la prophétie de saint Malachie, il est appelé Poenitentia gloriosa (pénitence glorieuse).

## Source
- (en) Cet article est partiellement ou en totalité issu de l’article de Wikipédia en anglais intitulé « Pope Alexander VIII » (voir la liste des auteurs).